# Ioana d'Arc (operă)
 Ioana d'Arc  (titlul original: în italiană Giovanna d'Arco) este o operă cu un prolog, trei acte și patru tablouri de Giuseppe Verdi, după un libret de Temistocle Solera, bazat pe drama Die Jungfrau von Orléans (Fecioara din Orléans) de Friedrich von Schiller.
Premiera operei a avut loc la Teatro alla Scala din Milano, în ziua de 15 februarie 1845.
Durata operei: cca 2 ore. 

## Introducere
Locul și perioada de desfășurare a acțiunii: Franța, în timpul Războiului de o sută de ani. Opera prezintă viața tinerei eroine franceze într-un celebru episod al acelui război, arsă pe rug în 1431. 

## Personajele principale
- Giovanna d’Arco (Ioana d'Arc) (soprană)
- Giacomo, tatăl ei (bariton)
- Carlo VII, regele Franței (Carol al VII-lea al Franței) (tenor)
- Delil, un ofițer francez (tenor)
- Talbot, un comandant englez (bas)
- curtea nobiliară, ofițeri, soldați francezi și englezi, funcționari, gărzi, popor, spirite rele și bune [1]

## Neconcodațele istorice ale operei
- Carol al VII-lea al Franței nu s-a întâlnit niciodată cu Ioana d'Arc în Domrémy (localitatea natală a Ioanei d’Arc). Din cauza amenințării de a fi prins de trupe britanice, el s-a refugiat din rezidența sa de la Orléans la castelul din Chinon, unde a fost adusă apoi și Ioana d'Arc.
- În forma prezentată de libret, tatăl Ioanei d’Arc (Jacques d’Arc) este o pură speculație. Despre acest personaj s-au păstrat f. puține date istorice.
- Ioana d'Arc a fost prinsă de către burgunzi, care au predat-o englezilor. După prima condamnare (datorită unor așa-zise „erezii”), a fost amnistiată (revocase primele declarații), pentru ca 6 zile mai târziu (mai ales din cauza faptului că îmbrăcase haine bărbătești, cele femeiești fiindu-i confiscate) să fie arsă de vie.